# Retrat de Jerónimo de Cevallos
El Retrat de Jerónimo de Cevallos és una obra d'El Greco, que consta amb en número 133 en el catàleg raonat d'obres d'aquest pintor, realitzat pel seu especialista, Harold Wethey.

## Tema de l'obra
Jerónimo de Cevallos (Escalona del Alberche, 1560-Toledo, 22 de juliol de 1641) fou un jurista espanyol. Va estudiar a la Universitat de Salamanca i a la Universitat de Valladolid. Es va establir a Toledo, on va exercir com a advocat i on fou regidor de l'Ajuntament. Va publicar varis tractats, en castellà i en llatí. Tot i que no hi ha testimonis documentals, hi hi força motius per creure que El Greco el va conèixer bé. Sí que hi ha proves de la protecció dispensada per Cevallos a Jorge Manuel Theotocópuli.
En aquest sentit, Gregorio Marañón comenta que Jerónimo de Ceballos (sic) era un assistent a les reunions del conde de Mora. Cevallos era un orador de gran facúndia i fama, tot i que abstrús i petulant. Potser va ser un protector eficaç del pintor en les seves diferències amb l'Ajuntament.

## Anàlisi de l'obra
Oli sobre llenç; 64 x 54 x 2 cm.; 1610 circa ; No està signat; Museu del Prado, Madrid.
És un dels millors retrats de la darrera etapa d'El Greco. Els detalls de la barba i de la fisonomía es van realitzar de forma un tant sumària, i la emprimació rojenca apareix a través de la cara i del coll. A la part superior esquerra apareix el número 368, corresponent a una numeració antiga. Una anàlisi realitzada amb radiació X ha indicat que l'estat de conservació d'aquesta obra és excel·lent.
Tot i que El Greco tenia gairebé setanta anys, en aquesta obra demostra una gran força i soltura, i una insuperable aptitud per al realisme. De fet, tant en el seu camp realista del retrat pictòric com en la seva trajectòria més "expressionista" d'obres com el Laocoonte, s'hi pot veure la culminació de les seves etapes precedents.

## Còpies
Existeix una còpia de dubtosa qualitat:
- Oli sobre llenç; 84 x 64 cm.; data incerta; Abans ? col·lecció privada a Lleida. Segons Harold Wethey, és una còpia pobríssima. Segons August L. Mayer, es tractaria d'una obra molt mal conservada, però potser rèplica autèntica d'El Greco de l'original del Museu del Prado.[5]

## Bibliografía i enllaços externs
- Wethey, Harold Edwin; El Greco y su Escuela (Volumen-II) ; Ediciones Guadarrama; Madrid-1967
- Marañón, Gregorio; El Greco y Toledo ; RBA-Libros; Barcelona-2014; ISBN 978-84-9056-112-6
- Álvarez Lopera, José; El Greco, La obra esencial ; Editorial Sílex; Madrid-2014; ISBN 978 84 7737 8600
- Gudiol, José; Doménikos Theotokópoulos, El Greco; Ediciones Polígrafa, S.A.; Barcelona-1982; ISBN 84-343-0031-1
- https://www.museodelprado.es/coleccion/obra-de-arte/jeronimo-de-cevallos/e3c594b5-e334-45f7-9550-ea0665be3f30